# Jaydon Henry-McCalla
Jaydon Kayne Henry-McCalla (* 28. Februar 1999 in London) ist ein britischer Basketballspieler.

## Werdegang
Henry-McCalla war in seiner Heimatstadt Schüler an der St. Charles Catholic Sixth Form College. Von 2017 bis 2022 weilte er in den Vereinigten Staaten und spielte dort während seines Studiums für drei Hochschulmannschaften.
Im Sommer 2022 unterschrieb er beim deutschen Zweitligisten VfL Kirchheim Knights seinen ersten Vertrag als Berufsbasketballspieler. In seinen beiden Spieljahren in Kirchheim erzielte er jeweils rund 10 Punkte je Begegnung. Mitte November 2024 wurde er von einem weiteren deutschen Zweitligisten (SG ART Giants Düsseldorf) verpflichtet.

### Nationalmannschaft
Henry-McCalla war britischer Jugendnationalmannschaft. 2022 nahm er mit der englischen Auswahl an den Commonwealth-Spielen teil und gewann die Goldmedaille in der Spielart 3-gegen-3.